# Stagecoach
Stagecoach (La Diligència, en català) és una pel·lícula estatunidenca de 1939 dirigida per John Ford i protagonitzada per John Wayne. Va ser nominada a set Oscars, dels quals en va rebre dos al millor actor secundari (Thomas Mitchell) i a la millor banda sonora. La pel·lícula va donar una nova dimensió al western sonor i va aportar al gènere un decorat natural paradigma d'aquest gènere des d'aleshores: el Monument Valley. Ha estat subtitulada al català.

## Argument
La història comença a Arizona a la dècada de 1880, on diversos personatges, incloent-hi una prostituta (Dallas), un metge borratxo (Doc Boone), una dama embarassada (Lucy Mallory), un banquer deshonest (Henry Gatewood), un jugador professional (Hatfield) i un comerciant d'alcohol (Peacock), es veuen obligats a viatjar junts en una diligència cap a Lordsburg a l'estat Nou Mèxic.
Abans de començar el viatge, reben dos missatges per telègraf abans que aquest sigui tallat pels indis. El primer és «Jerònimo» i el segon diu que Ringo Kid ha escapat de la presó. Així, Curly Wilcox, el sheriff de la ciutat, decideix unir-se al viatge de la diligència per capturar-lo.
Durant el viatge, finalment troben Ringo, que, sense importar-li que és  capturat, decideix pujar a la diligència per anar a Lordsburg, ja que és allà on es troben els germans Plummer, els quals van matar el seu pare i germà, i Ringo cerca venjança.
De parada en parada, i després de molts imprevistos, l'amor entre Ringo i Dallas floreix. A l'última parada, finalment Lucy dona a llum amb èxit. Després, decideixen anar-se'n rabent, ja que els indis son cada vegada més a prop.
Quan semblava que arribarien a Lordsburg sense problemes, una sageta arriba al pit de Peacock, els indis arriben fins ells i comencen una persecució. Comença una batalla èpica, on els indis cada vegada son més a prop, i quan les bales s'esgoten, Hatfield és a punt de disparar Lucy per evitar-li tots els turments que pot patir si són capturats. Afortunadament, les trompetes de la cavalleria comencen a sonar. No obstant això, una bala índia toca Hatfield i aquest mor.
Una vegada arribats a Lordsburg, Ringo demana deu minuts de llibertat al sheriff per poder completar el seu objectiu. El sheriff hi accedeix, pensant que no té bales. No obstant això, Ringo s'havia guardat les tres últimes al seu barret.
Després de sincerar-se amb Dallas, va a la trobada dels germans Plummer. En un instant, Ringo es llança a terra i dispara. No obstant això, no sabem quin és el resultat. A la següent escena, veiem com Luke Plummer (el germà gran) entrant en un bar i com cau mort.
Ringo, complint la seva paraula amb el sheriff, torna perquè el empresonin. No obstant això, aquest decideix deixar anar Ringo i Dallas en una carreta, perquè puguin anar al seu ranxo a Nou Mèxic.

## Repartiment
- Claire Trevor: Dallas
- John Wayne: The Ringo Kid
- Andy Devine: Buck
- John Carradine: Hatfield
- Thomas Mitchell: Doc Boone
- Louise Platt: Lucy Mallory
- George Bancroft: Marshal Curly Wilcox
- Donald Meek: Samuel Peacock
- Berton Churchill: Henry Gatewood
- Tim Holt: Tinent Blanchard
- Tom Tyler: Luke Plummer
- Chris-Pin Martin: Chris
- Cap Cavall Blanc: Gerónimo

## Producció
Abans de la producció, Ford va intentar vendre el projecte a diversos estudis de Hollywood, els quals el van rebutjar perquè els grans pressupostos dels westerns ja no eren de moda des dels silents, i perquè Ford va insistir a utilitzar l'actor John Wayne, poc conegut en aquell moment, en el paper clau de la pel·lícula. Finalment, el productor independent David O. Selznick va acceptar produir-la, però es va frustrar per la indecisió de Ford sobre quan començaria el rodatge, i va tenir els seus propis dubtes sobre el càsting. Ford va retirar el film de la companyia de Selznick i es va apropar al productor independent Walter Wanger sobre el projecte. Wanger també es va mostrar recelós a produir un western de sèrie A, protagonitzat a més per John Wayne. Ford no havia dirigit un western des de l'època del cinema mut. Wanger va dir que no s'arriscaria els seus diners a menys que Ford substituís John Wayne per Gary Cooper i portés Marlene Dietrich per interpretar la prostituta Dallas.
Ford es va negar a cedir; seria Wayne o ningú. Finalment, la parella es va comprometre, amb Wanger posant 250.000 dòlars, una mica més de la meitat del que Ford cercava, i Ford donaria la millor facturació a Claire Trevor, més coneguda que John Wayne en aquell moment.
També va contractar tres-cents indis de la reserva pròxima dels navajos perquè fessin d'apatxes. Només Many Mules, que va interpretar Gerónimo, era realment apatxe.
El rodatge de la pel·lícula es va fer a Monument Valley, ja que no tenia camí pavimentat, el que en feia el lloc ideal per a la filmació. Va començar el 31 d'octubre de 1938 i va durar 47 dies.

## Rebuda
La pel·lícula es va estrenar el 2 de març de 1939 i va rebre crítiques i elogis immediats de la premsa.
El film va mostrar al món que els westerns podien ser intel·ligents, artífexs, grans entreteniments i rendibles. Amb un pressupost de 546.200 dòlars, va recaptar més d'un milió el seu primer any. Va llançar John Wayne a la fama, i va donar un gran impuls a la reputació de Ford. A més va ser la primera de moltes col·laboracions entre l'actor i el director. La diligència és un dels clàssics més importants de la història del cinema.

## Premis i nominacions

### Premis[6]
- Oscar al millor actor secundari per Thomas Mitchell
- Oscar a la millor banda sonora per Richard Hageman, W. Franke Harling, John Leipold i Leo Shuken

### Nominacions[6]
- Oscar a la millor pel·lícula
- Oscar al millor director per John Ford
- Oscar a la millor fotografia per Bert Glennon
- Oscar al millor muntatge per Otho Lovering i Dorothy Spencer
- Oscar a la millor direcció artística per Alexander Toluboff

## Reestrenes i restauració
La pel·lícula es va estrenar originalment per 'United Artists, però sota els termes de la seva regla de set anys de drets, la companyia va renunciar als drets de distribució del productor Walter Wanger el 1946. Nombroses empreses han tingut els drets sobre el quadre en els anys transcorreguts. Els drets d'autor del film (originalment per Walter Wanger Productions) van ser renovat per 20th Century Fox, que va produir un remake posterior de Stagecoach el 1966. Els drets de la pel·lícula original de 1939 van ser adquirits posteriorment per Time-Life Films durant la dècada de 1970. Els drets d'autor van ser reassignats a Wanger Productions per la família del productor tardà sota la Caidin Trust/Caidin Film Company, el titular dels drets auxiliars. No obstant això, els drets de distribució són ara a càrrec de Shout! Factory, que el 2014 va adquirir Jumer Productions/Westchester Films (que al seu torn havia comprat els fons de Caidin Film després del plegament de l'antic distribuïdor Castle Hill Productions). Warner Bros. Pictures gestiona les vendes i la distribució addicional.
El negatiu original de Stagecoach es va perdre o es va destruir. Wayne va tenir-ne una impressió positiva sense ser projectada que el director Peter Bogdanovich va notar al garatge de l'actor mentre el visitava. El 1970, Wayne va permetre que s'utilitzés per produir un nou negatiu, sovint vist en festivals de cinema. La Universitat de Califòrnia a Los Angeles va restaurar completament el film el 1996 d'elements supervivents i el va estrenar a la xarxa American Movie Classics de cable. Els llançaments anteriors en DVD de Warner Home Video no contenien la impressió restaurada, sinó més aviat una impressió en vídeo que es conservava a la biblioteca Castle Hill del Caidin Trust. Una versió Blu-ray/DVD restaurada digitalment va ser llançada el maig de 2010 per The Criterion Collection.

## Remakes
Ràdio
- El 4 de maig de 1946, l'episodi radiofònic de l'Academy Award Theater va fer que Claire Trevor reprengués el seu paper al costat de Randolph Scott.
- El 7 de desembre de 1946, l'episodi radiofònic de Hollywood Star Time va presentar Stagecoach, adaptat per Milton Geiger.[8]
- El 9 de gener de 1949, l'episodi radiofònic de Screen Directors Playhouse va fer que John Wayne i Claire Trevor tornessin a publicar les seves parts.

Pel·lícula
- El remake de Stagecoach de 1966 és protagonitzada per Ann-Margret com Dallas, Red Buttons com el senyor del whisky, Mike Connors com el jugador, Alex Cord com Ringo Kid, Bing Crosby com Doc Boone, Robert Cummings com el malversador, Van Heflin com el mariscal, Slim Pickens com Buck, Stefanie Powers com Lucy, i Keenan Wynn com Luke Plummer.

Televisió
- Una versió televisiva de 1986 presenta Willie Nelson com Doc Holliday, Kris Kristofferson com Ringo Kid, Johnny Cash com el Mariscal, Waylon Jennings com Hatfield, Tony Franciosa com el malversador, John Schneider com Buck, Anthony Newley com el senyor del whisky, Elizabeth Ashley com Dallas, Mary Crosby com Lucy, June Carter Cash com la senyora Pickett, i Jessi Colter com Martha.